# Col de Lenzerheide
Le col de Lenzerheide est un col alpin situé à 1 549 mètres d'altitude dans les Grisons en Suisse.

## Géographie
Le col de Lenzerheide est situé dans la chaîne de Plessur dans les Alpes orientales centrales. Il relie Coire dans la vallée du Rhin à Tiefencastel dans la vallée de l'Albula.